# Web 2.0 Suicide Machine
Web 2.0 Suicide Machine é um serviço que ajuda os usuários cansados do MySpace, LinkedIn e Twitter a "se suicidar nas redes sociais", automaticamente "retirando seus conteúdos privados e vínculos de amizade" (mas sem deletar ou desativar suas contas). O serviço pertence à organização sem fins lucrativos WORM, sediada em Rotterdam, na Holanda.
A Web 2.0 Suicide Machine contribuiu, desde janeiro de 2010, para mais de 1 000 mortes virtuais, encerrando mais de 80 500 amizades no Facebook e removendo 276 000 tweets do Twitter.

## Como funciona
Em vez de excluir contas de usuário, ele remove conteúdo privado e amizades. Para iniciar o processo de suicídio, o usuário precisa fornecer sua credencial de login para a rede social da qual deseja ser excluído e, em seguida, "assistir sua vida passando e refletir sobre seus amigos reais e virtuais", enquanto conteúdo privado e relacionamento com amigos são removidos. No final, o usuário é incluído em um álbum memorial de todos os suicídios, com sua foto de perfil, seu nome e suas "últimas palavras".

## Capacidades
A Web 2.0 Suicide Machine listou as funções para as quais o serviço é capaz, conforme o seguinte:
A opção do Facebook não está mais disponível na Web 2.0 Suicide Machine, pois o Facebook enviou uma carta de cessar e desistir (C&D) em 6 de janeiro de 2010 exigindo que suicidemachine.org encerrasse suas ações.
LinkedIn
- Login em sua conta
- Alterando sua senha e sua foto de perfil
- Removendo todas as suas conexões comerciais
- Sair

Myspace
- Login em sua conta
- Removendo todos os seus amigos
- Deixando uma mensagem de status de que você cometeu suicídio
- Sair

Twitter
- Login em sua conta
- Alterando sua senha e sua foto de perfil
- Removendo todas as pessoas que você segue
- Removendo todos os seus seguidores
- Removendo todos os seus tweets
- Sair

## Controvérsia
Em janeiro de 2010, o Facebook conseguiu bloquear o serviço por um pouco tempo e enviou uma carta de cessar e desistir de seus advogados. O serviço permaneceu ativo e funcionando, mas o site parou de funcionar. Para seus criadores, “o projeto é como uma obra de net art sociopolítica”.